# Младенов, Васко
Васко Младенов (род. 30 июля 1989, София) — болгарский профессиональный теннисист и игрок в падел.

## Детство и личная жизнь
Васко родился и вырос в столице страны Софии. Он был единственным ребёнком Васила Младенова и его супруги Елены. Когда ему было пять лет, он начал играть в теннис со своим дедушкой Львом Шульгой, который был заслуженным мастером спорта по теннису в СССР.

### Юниорская карьера
Он завоевал три титула в юниорском одиночном разряде. Первый пришелся на май 2005 года в Пловдиве, победив в финале Пламена Аврамова со счетом 6:0 6:1. Второй пришелся на сентябрь 2005 года в Тимишоаре, Румыния, победив в финале украинца Максима Бакунина со счетом 6 — 4 4 — 6 7 — 6. В июне 2006 года он также выиграл свой третий титул на юниорском турнире 3 категории в Киеве . (Украина)., победив в финале Владимира Игнатика со счетом 3-6 6-3 6-1, а в 2007 году на командном чемпионате Европы среди юношей до 18 лет. в Ла-Рошели, Франция, вместе с Валентином Димовым и Александром Лазовым стал вице-чемпионом.

## Профессиональная карьера
Среди мужчин он добился большего успеха в парном разряде, выиграв два в 2007 году и три в 2008 году из фьючерсной серии. В одиночном разряде его лучшим достижением было два полуфинала в 2007 и 2008 годах в Болгарии.
С 2014 года снова начал соревноваться в профессиональном теннисе.
Всего за свою карьеру Васко выиграл 17 парных титулов, 9 из них с Анисом Горбелем, а также проиграл 12 финалов. В одиночном разряде 2 проигранных финала. 18 июля 2015 года в Анкаре проиграл Ивану Неделько 5:7 3:6. 17 октября того же года он дошел до своего второго финала, на этот раз в Украине, и снова на пути к своему первому титулу в одиночном разряде его остановил Иван Неделько со счетом 7:5 6:4.
Также в марте 2016 года дебютировал в составе сборной Болгарии на Кубке Дэвиса. Он играл в парном разряде с Александром Лазовым против команды Турции и они одержали победу со счетом 7:6, 6:7, 6:7, 7:6, 6:4 после 5 часов и 24 минут игры. Однако Турция победила Болгарию со счетом 3-2 по итогам серии. В июле 2016 года Болгария встретилась с Тунисом в плей-офф, чтобы остаться во второй группе зоны Европа/Африка. Как и Младенов, на этот раз он играет как в одиночном, так и в парном разряде. В одиночном разряде побеждает Моэз Эчаргуи со счетом 6:7 7 : 5 7 : 6, а в парном разряде в паре с Александром Лазаровым они проигрывают тунисской паре Малеку Джазири и Скандеру Мансури со счетом 4 : 6 4 : 6 3 : 6, в энде Болгария проигрывает матч со счетом 3-2 и попадает в третью группу зоны Европа/Африка.
14 февраля 2016 года он стал чемпионом Болгарии в помещении, победив Александра Лазарова со счетом 7:5 2:6 6:4, а 3 сентября, год спустя, снова стал чемпионом страны, но на этот раз на открытом воздухе, снова победив Александра Лазарова со счетом 6:4 6:7 6:4 7:6

### Карьера в паделе
Завершив свою профессиональную теннисную карьеру в 2020 году, Васко переключился на падел. Вместе со своим партнером Кирилом Димитровым (Болгария) он выиграл в общей сложности 5 международных турнирных титулов в период с 2021 по 2023 год.
В 2022 году Младенов и Димитров участвовали в квалификации к чемпионату мира по паделу, где им удалось одержать первую победу (против Норвегии) в истории болгарского падела.
Младенов и Димитров также принимали участие летом 2023 года на Европейских играх в Кракове, где уступили первым сеяным — Испании.

### Музыкальная карьера
Вне тенниса Васко занимается музыкой, выпустив целых 3 альбома и готовя 4-й. Большинство его песен на русском языке.
В 2009 году Младенов начал свою музыкальную карьеру как рэп/хип-хоп исполнитель под псевдонимом Vasko. Большинство его песен на русском языке, но Васко за эти годы выпустил 5 песен на болгарском языке. На сегодняшний день он выпустил 4 альбома: «Сердце солдата» (2010 г.), «Дороги» (2012 г.), «ВНИ3» (2014 г.) и «Отражения» (2022 г.).

## Личная жизнь

### «Холостячка» в Украине
В 2021 году в качестве селебрити Васко принял участие во втором сезоне украинской версии популярного романтического реалити-шоу «Холостячка», которое в итоге стало самым просматриваемым телешоу в Украине в том году.
После телешоу Васько завоевал множество поклонниц в Украине.

### Знание языков и стиль
Васко свободно разговаривает на болгарском, русском и английском языках.
Он известен своим агрессивным стилем игры на всех покрытиях. Младенов играет правой рукой справа и двумя руками слева. Его любимое покрытие — хард.

## Рейтинг в конце года
| Год      | 2005 г. | 2006 г. | 2007 г. | 2008 г. | 2009 г. | 2010 | 2011 | 2012 | 2013 | 2014 | 2015 | 2016 | 2017 | 2018 | 2019 |
| Одинокий | 1523    | 1540    | 958     | 950     | 1150    | -    | -    | -    | -    | 1475 | 721  | 822  | 1057 | 965  | 1212 |
| Пары     | -       | 1467    | 764     | 727     | 442     | -    | -    | -    | -    | 729  | 520  | 479  | 760  | 484  | 863  |

### Титулы в парном разряде (17)
| Год  | Турнир          | Категория            | Партнer              | Сoперниkи                               | Результат             |
| 2007 | Плевен F3       | ITF FU $ 10 000      | Пирмин Хенле         | Роман Келечич Никола Мартинович         | 2 — 6 6 — 4 6 — 4     |
| -    | Бургас F6       | ITF FU $ 10 000      | Сярхей Бетау         | Роман Келечич Никола Мартинович         | 3 — 0 отк.            |
| 2008 | Стара Загора F8 | ITF FU $ 10 000      | Борис-Никола Бакалов | Иван Биелица Милян Зекич                | 6 — 3 6 — 4           |
| -    | Сао Пауло F33   | ITF FU $ 10 000      | Никита Кривонос      | Диого Крус Родриго-Антонио Грили        | 4 — 6 6 — 1 [10 — 5]  |
| -    | Сао Пауло F35   | ITF FU $ 10 000      | Ларс Пьоршке         | Диего Матуш Еладио Рибейро Нето         | 6 — 1 6 — 2           |
| 2014 | Ровно F4        | ITF FU $ 10 000      | Никита Кривонос      | Юрий Джавакян Владимир Ужиловски        | 6 — 4 6 — 4           |
| 2015 | Ел кантауи F13  | ITF FUTURES $ 10 000 | Анис Горбел          | Реми Чала Даниил Медведев               | 4 — 6 6 — 1 [11 — 9]  |
| 2015 | Ел кантауи F21  | ITF FUTURES $ 10 000 | Анис Горбел          | Азиз Дугаз Джордан Дик                  | 6 — 2 6 — 7 [10 — 6]  |
| 2015 | Ел кантауи F22  | ITF FUTURES $ 10 000 | Анис Горбел          | Роман Бауви Уго Настаси                 | 2 — 6 7 — 5 [12 — 10] |
| 2015 | Ел кантауи F34  | ITF FUTURES $ 10 000 | Анис Горбел          | Давид Перес Санс Давид Вега Ернандес    | 6 — 7 6 — 4 [10 — 8]  |
| 2016 | Черакси F3      | ITF FUTURES $ 10 000 | Володимир Ужиловски  | Денис Милокостов Данило Веремейчук      | 6 — 4 6 — 1           |
| 2016 | Стара Загора F3 | ITF FUTURES $ 10 000 | Ян Сабанин           | Карлос Калдерон-Родригес Педро Мартинез | 6 — 2 7 — 6           |
| 2018 | Джерба F19      | ITF FUTURES $ 15 000 | Анис Горбел          | Хади Набиб Хосе Видал Азорин            | 4 — 6 7 — 6 [12 — 10] |
| 2018 | Джерба F20      | ITF FUTURES $ 15 000 | Анис Горбел          | Алексис Клегоу Франческо Вилардо        | 6 — 3 4 — 6 [10 — 7]  |
| 2018 | Джерба F21      | ITF FUTURES $ 15 000 | Анис Горбел          | Джон-Пол Фруттеро Албано Оливети        | 6 — 3 6 — 2           |
| 2018 | Монастир F32    | ITF FUTURES $ 15 000 | Анис Горбел          | Александър Мерино Кристоф Негриту       | 6 — 3 6 — 3           |
| 2019 | Табарка M15     | ITF FUTURES $ 15 000 | Анис Горбел          | Серхио Мартос Горнес Ориол Роко Батая   | 6 — 4 6 — 1           |